# Batalla de Gibraltar
La batalla naval de Gibraltar va ser un combat naval esdevingut el 25 d'abril de 1607 durant la Guerra dels Vuitanta Anys en el qual una flota de les Províncies Unides dels Països Baixos va sorprendre i va atacar durant quatre hores la flota espanyola amarrada a la badia de Gibraltar. La batalla va acabar amb una contundent victòria holandesa.

## Antecedents
En 1605 Ambrosi Spinola va empènyer el seu reforçat exèrcit pel cinturó de defensa de les Províncies Unides a gran velocitat durant la seva campanya de Spinola, prenent Oldenzaal i Lingen, anant sempre per davant dels holandesos cada cop. Els guanys territorials de Spinola van obligar a Maurici a desplegar cada cop més homes a les guarnicions, deixant menys homes per a l'exèrcit de camp. El 1606 van caure Lochem, Groenlo i Rijnberk. Lochem fou recuperada, però no Groenlo.

## La batalla
La flota atacant, dirigida per Jacob van Heemskerk, estava formada per 26 vaixells de guerra i quatre vaixells de càrrega. El vaixell insígnia d'aquesta flota era l'Aeolus. Els espanyols, sota el comandament de Don Juan Álvarez de Avilés, tenien fondejats a la badia 21 vaixells, incloent-hi deu galions dels més grans. El vaixell insígnia d'aquests era el San Agustín, a càrrec del fill de Don Joan.
Van Heemskerk va deixar algunes de les seves naus a l'entrada de la badia per evitar que sortissin els vaixells espanyols. La flota holandesa es va endinsar a la badia i va concentrar el seu atac contra el San Agustín.
Van Heemskerk va resultar mort durant el primer atac a conseqüència de les ferides causades en una cama per una bala de canó. Els holandesos van desdoblar llavors la seva flota i van atacar, capturant o destruint la totalitat dels vaixells espanyols. El vaixell insígnia espanyol va ser capturat i abandonat a la deriva.
Els atacants van perdre 100 homes incloent van Heemskerk, i uns altres 60 van resultar ferits. Els espanyols van perdre tota la flota, incloent-hi les tripulacions, que s'estimen en 4.000 homes. Álvarez de Ávila també va perdre la vida en la batalla.

## Conseqüències
Després del triomf naval holandès a la batalla de Gibraltar i la fallida de l'estat espanyol de 1607 es va acordar una treva per poder negociar la pau.